# Kasteel Pycke de ten Aerde
Het Kasteel Pycke de ten Aerde (ook Jezuïetenkasteel of Kasteel Versailles) is een kasteel in de Oost-Vlaamse plaats Melle, gelegen aan de Caritasstraat 43-45 en de Heidestraat 1.

## Geschiedenis
In 1389 was er sprake van het Goed ter Heyen of Goed te Crayeneste op deze plaats. Al in de 16e eeuw was hier een buitenplaats die in 1655 eigendom was van Arthur Huiscomb. Van 1687-1770 was het goed eigendom van de jezuïeten. Begin 19e eeuw was het in bezit van Victor van de Woestijne en in 1843 kwam het aan baron Pycke de ten Aerde, nadat het in 1842 enigszins gewijzigd was naar ontwerp van Louis Minard.

## Gebouw
Het betreft een betrekkelijk sober uitgevoerd gebouw, gelegen in een domein van 8,5 ha. Naast het kasteel vindt men er een kasteelhoeve (begin 19e eeuw), een koetshuis met paardenstallen en een ommuurde moestuin. Verder is er een ijskelder die omstreeks 1860 werd aangelegd.